# Punjab Agricultural University
 (mai 2021).
Si vous disposez d'ouvrages ou d'articles de référence ou si vous connaissez des sites web de qualité traitant du thème abordé ici, merci de compléter l'article en donnant les références utiles à sa vérifiabilité et en les liant à la section « Notes et références ».
L'Université agricole du Pendjab (PAU) est une université agricole publique à Ludhiana en Inde. C'est la plus grande université d'agriculture d'Asie[réf. nécessaire]. Elle a été créée en 1962 et est la troisième plus ancienne université agricole du pays, après l'Université d'agriculture et de technologie Govind Ballabh Pant, à Pantnagar, et l'Université d'agriculture et de technologie d'Orissa, à Bhubaneshwar.

## Géographie
L'université agricole du Punjab est située dans la ville de Ludhiana au Pendjab au nord-ouest de l'Inde. Elle est située sur la route de Ludhiana à Firozpur. L'université couvre une superficie de 1 510 acres (611,08 ha) sur son campus principal et 4 615 acres (1 867,62 ha) dans les campus délocalisés de recherche.

## Histoire
Elle a été officiellement inaugurée le 8 juillet 1963 par l'ancien premier ministre indien, Pandit Jawaharlal Nehru. L'université a participé fortement à la révolution verte en Inde dans les années 1960 en contribuant à l'augmentation de la production de céréales alimentaires, de bétail et de volaille dans l'État du Pendjab. Cette participation lui vaut le prix de meilleure université agricole en Inde en 1995[réf. nécessaire].

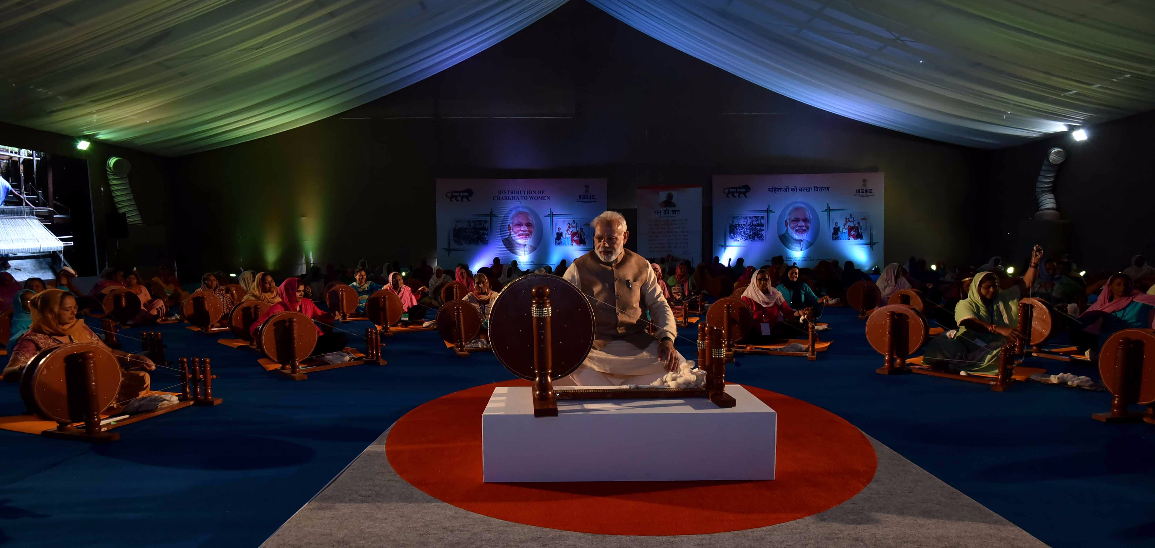
Le Premier ministre Narendra Modi filant un charkha à PAU; Octobre 2016.

En 2006 est créée dans l'université une école vétérinaire : la Guru Angad Dev Veterinary and Animal Sciences University (en).

## Formation
L'Université agricole du Pendjab est aujourd'hui composée de quatre facultés : la faculté d'agriculture (College of Agriculture), d'ingéniérie agricole (College of Agricultural Engineering), de sciences communautaires (College of Community Science) et d'humanités et de sciences (College of Basic Sciences & Humanities).
Ces quatre facultés comprennent 28 départements et proposent 31 cursus universitaires de maîtrise et 30 programmes de doctorat[à vérifier].
L'université a un effectif total de 1 250 sur ses campus principal et délocalisés.
Le cadre national de classement institutionnel (NIRF) a classé l'Université agricole du Punjab au 51e rang des universités en 2019[réf. nécessaire].

## Infrastructures
L'université est réputée pour des performances sportives significatives, ayant notamment accueilli 10 Ranji. L'université dispose d'installations sportives pour le basketball, le badminton, le cyclisme, le cricket, le hockey sur gazon, le football, la gymnastique, le handball, le volley - ball, le tennis sur gazon, la natation, le tennis de table, la musculation et le kabbadi. Le campus dispose aussi d'un vélodrome, d'un terrain d'astroturf pour le hockey et d'un stade polyvalent,.
Un théâtre en plein air un centre communautaire étudiant se situent sur le campus, accueillant parfois des festivités culturelles locales.
L'université dispose de laboratoires, d'une bibliothèque, de salles de cours et d'installations agricoles.
Elle propose des logements étudiants pour les étudiants seuls.

## Galerie

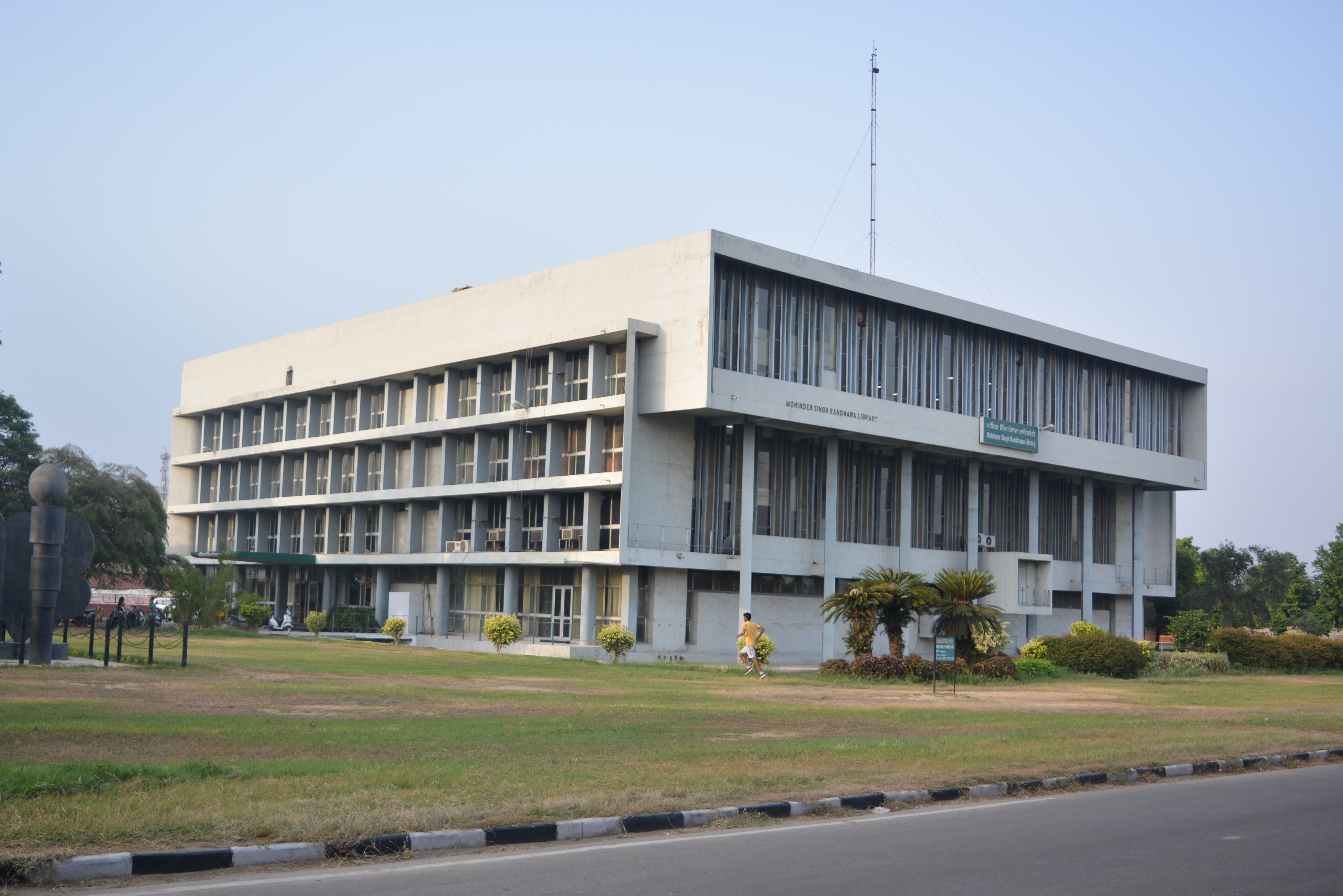
Bibliothèque Mohinder Singh Randhawa
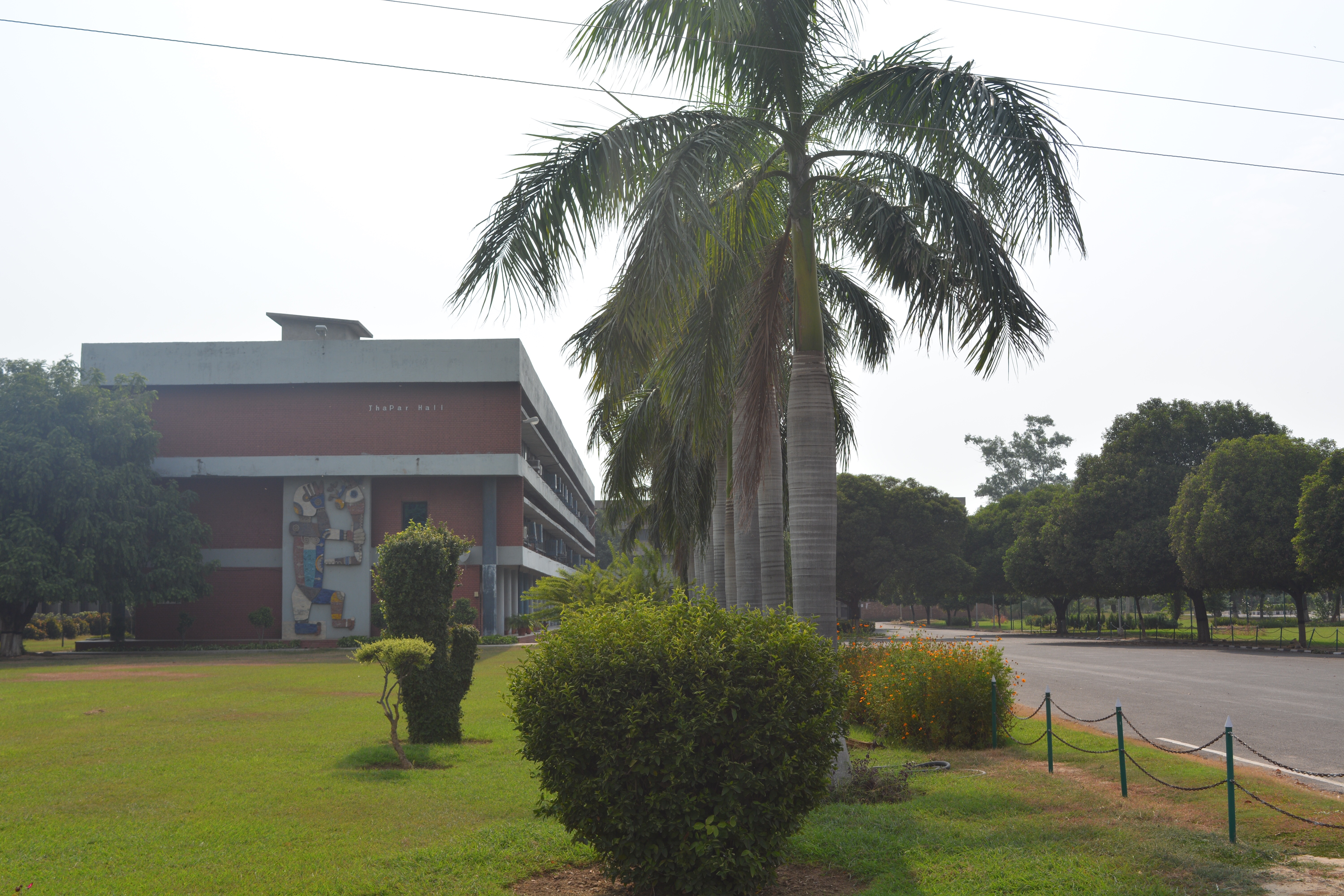
Salle Thapar
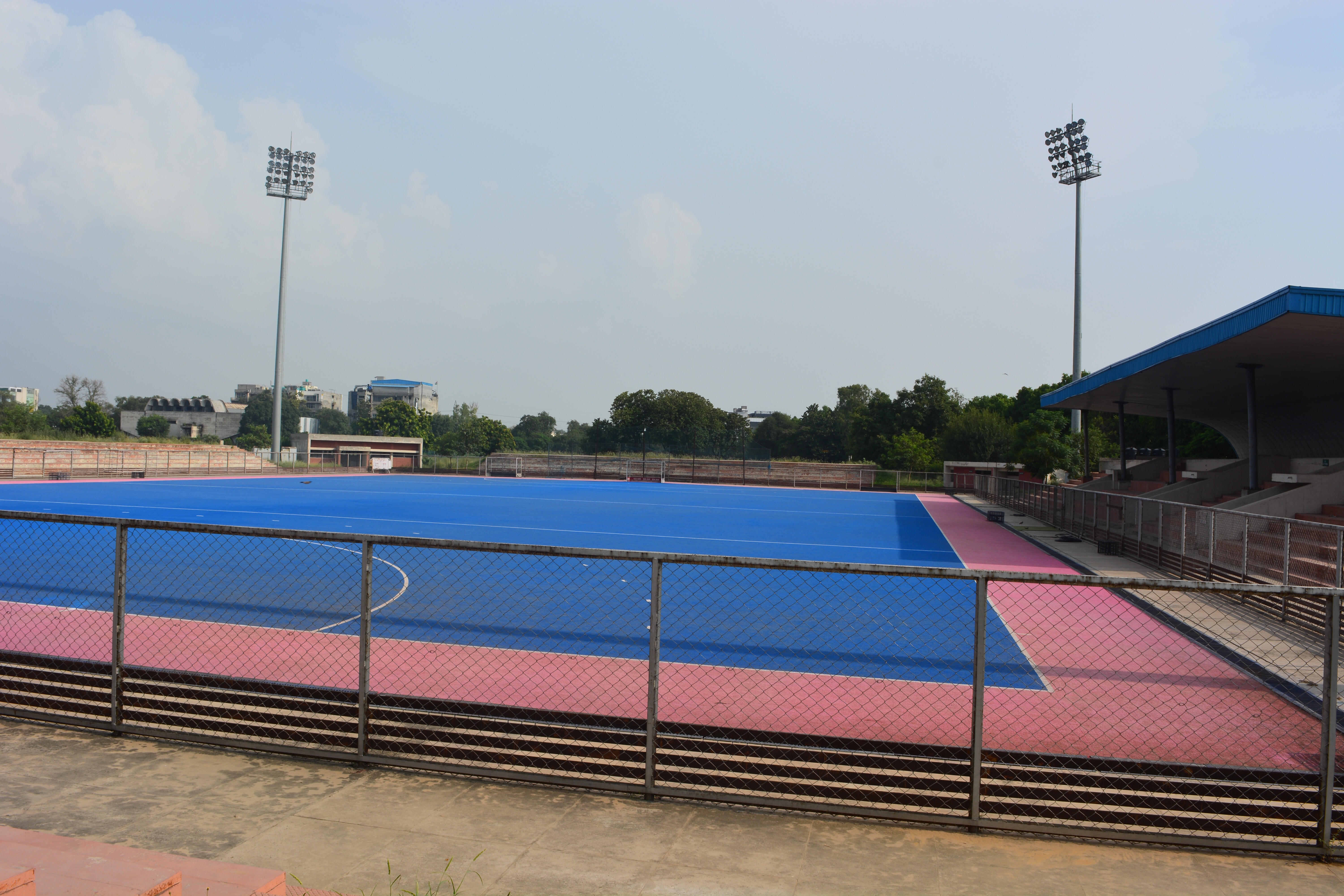
Terrain de hockey
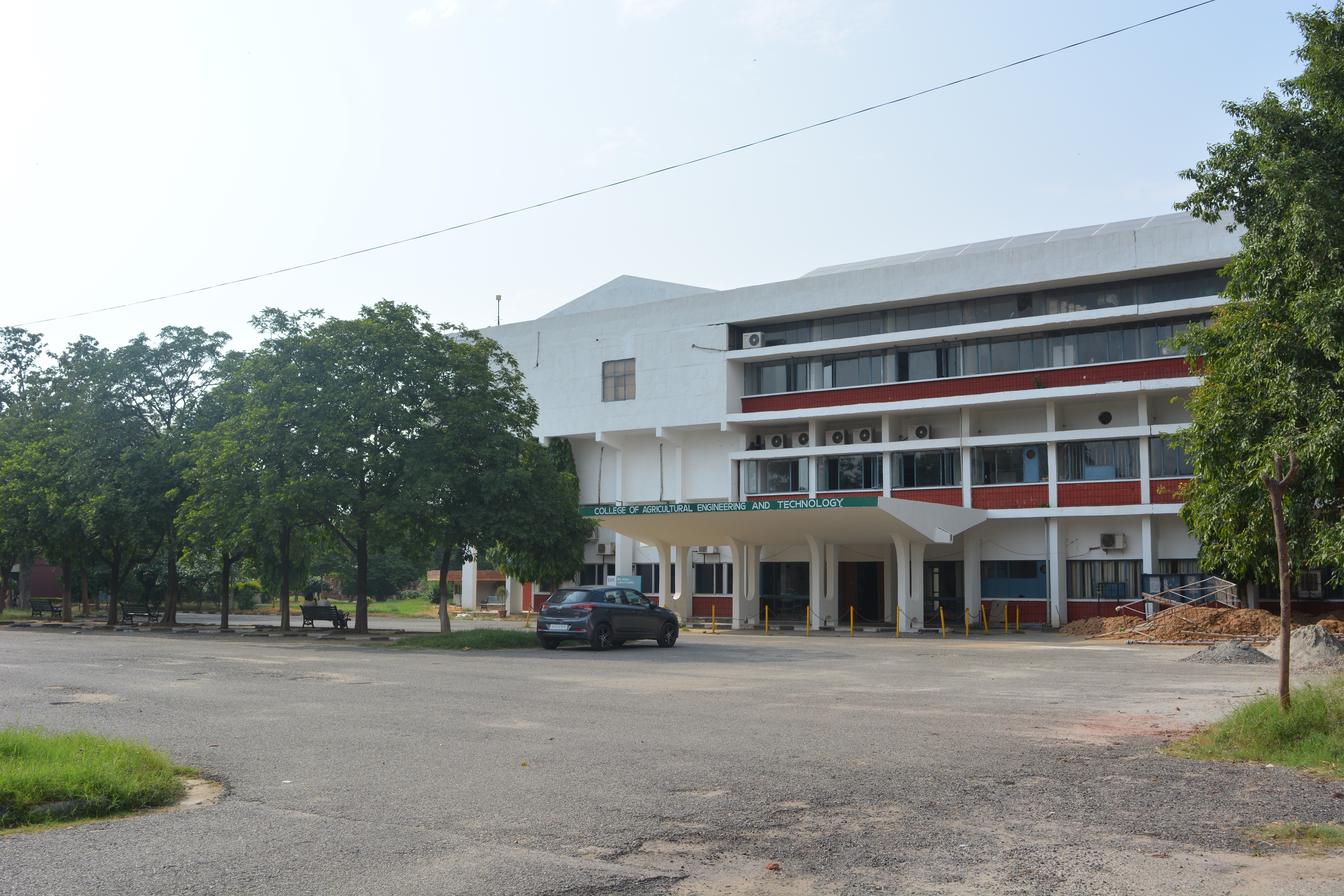
Département d'ingénierie
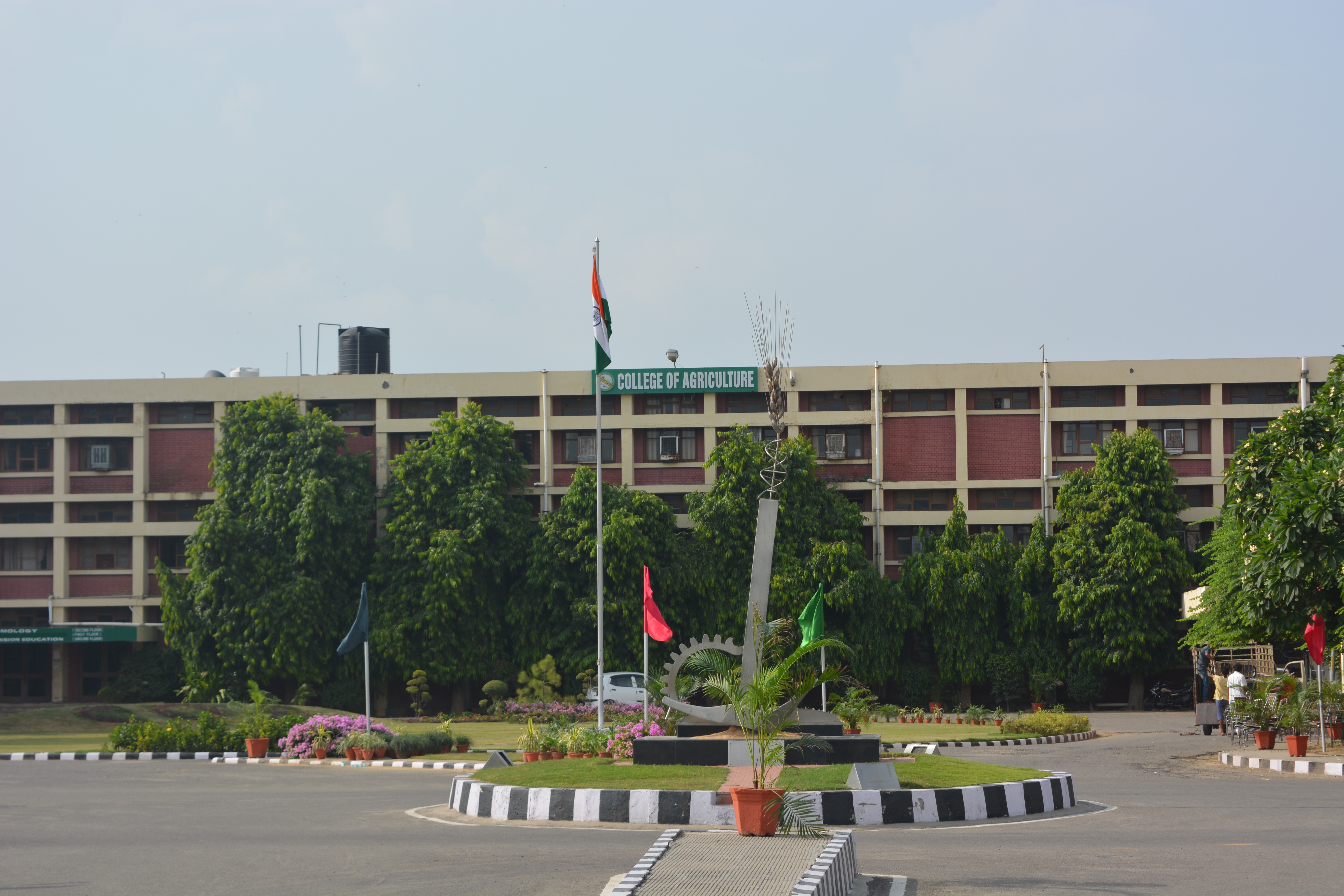
Collège d'agriculture
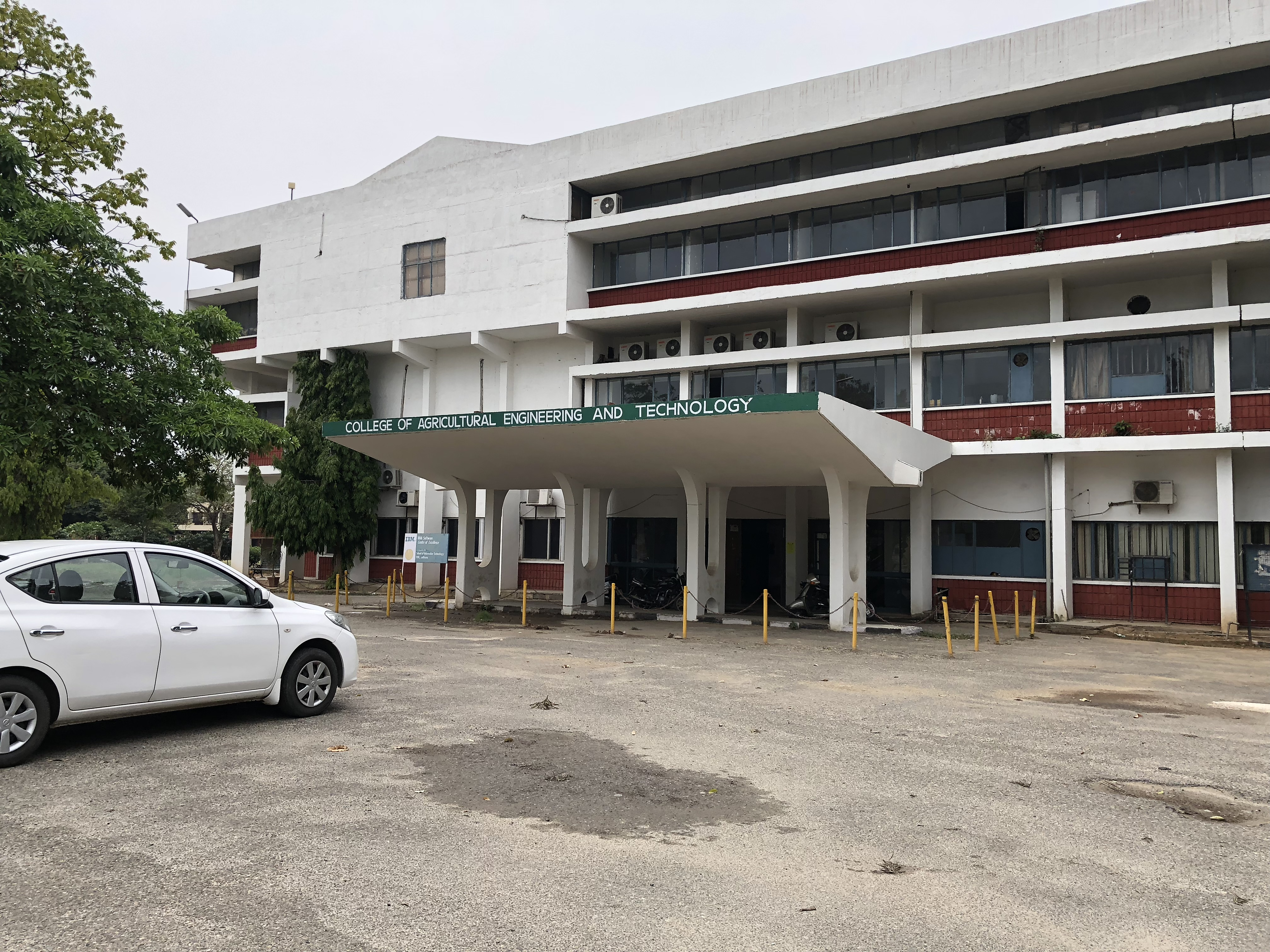
Département de génie agricole
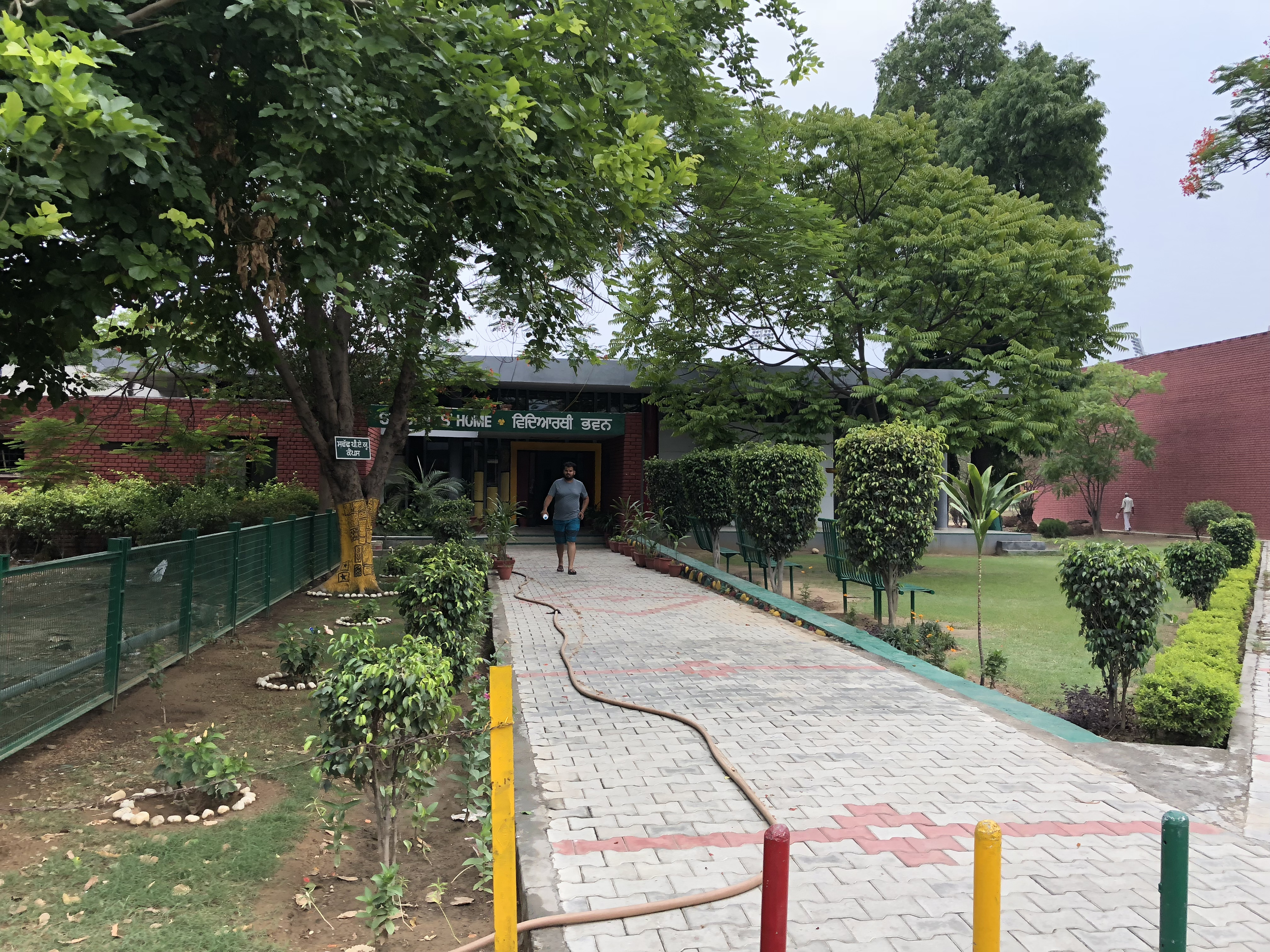
Accueil des étudiants PAU
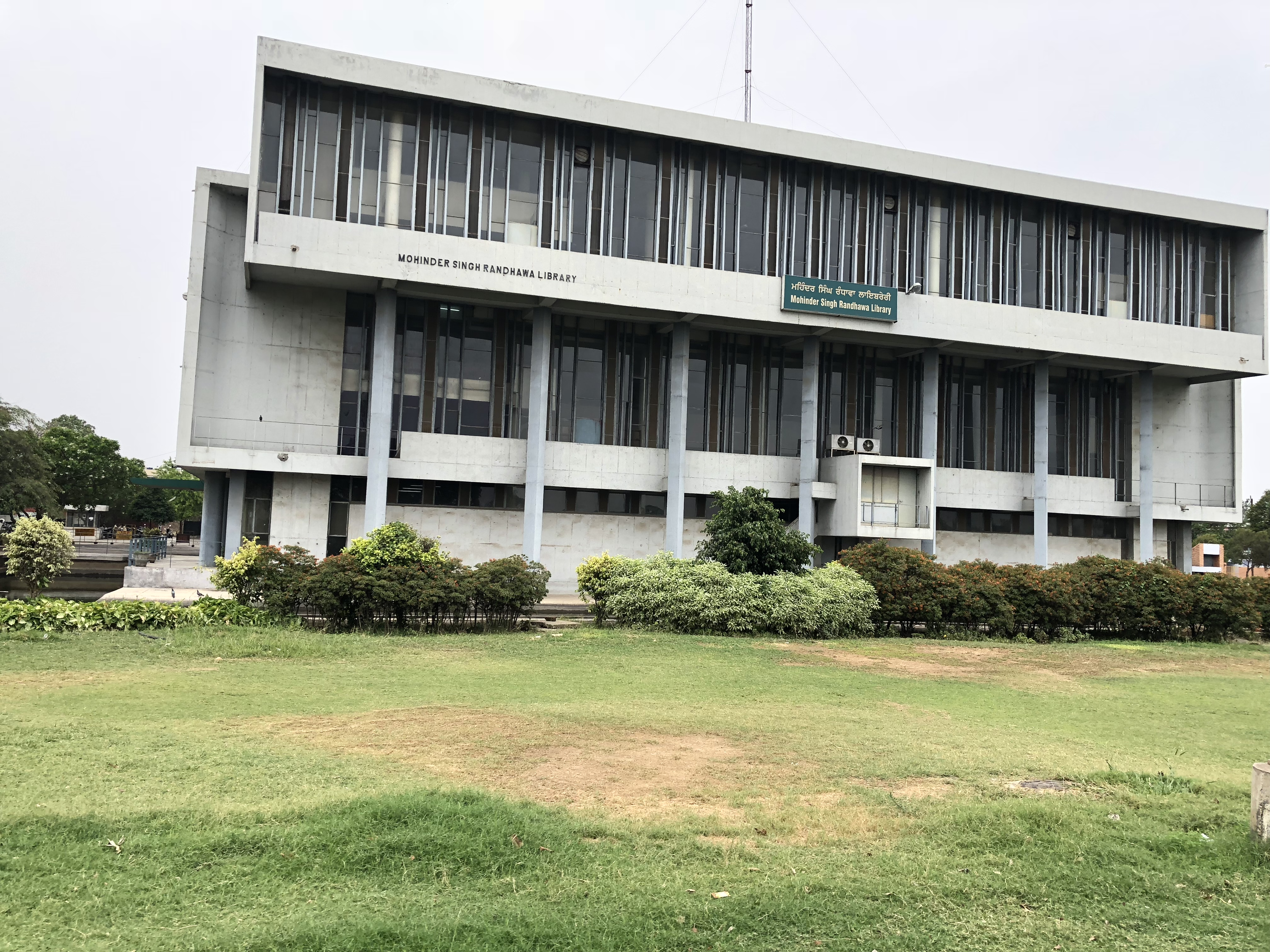
Bibliothèque du Dr Mohinder Singh Randhawa, PAU
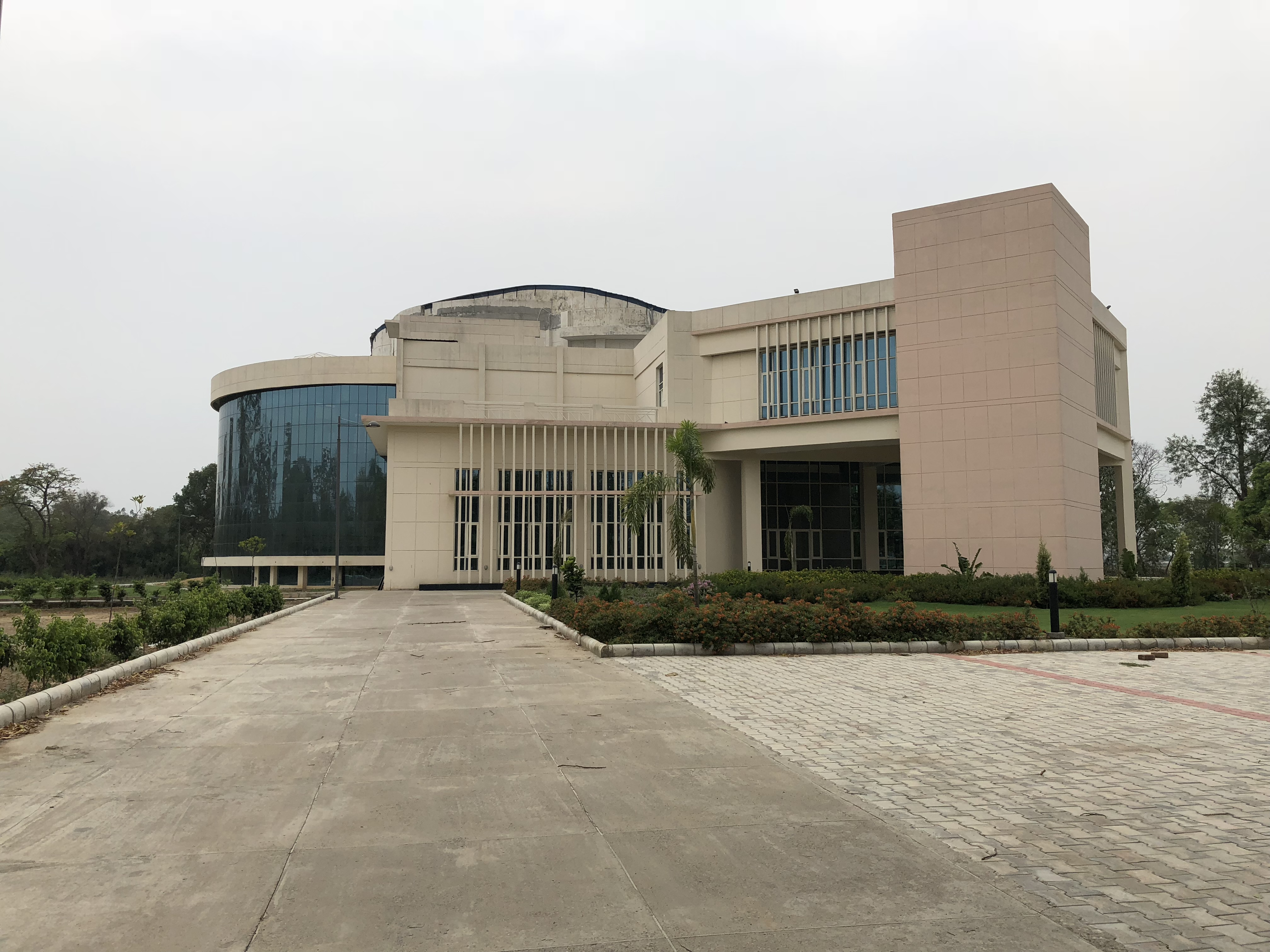
Auditorium Dr Manmohan Singh, PAU
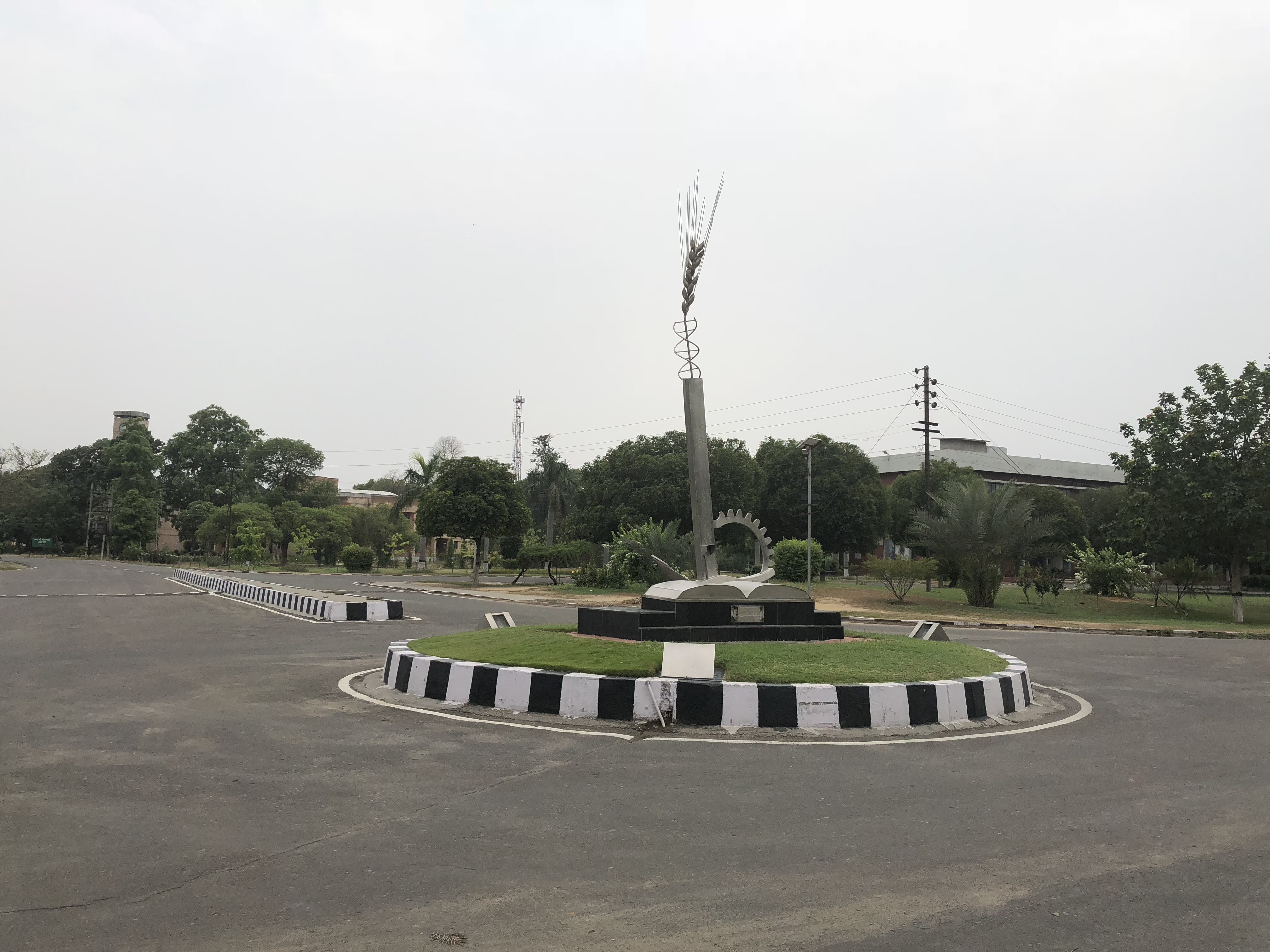
Chowk principal de PAU
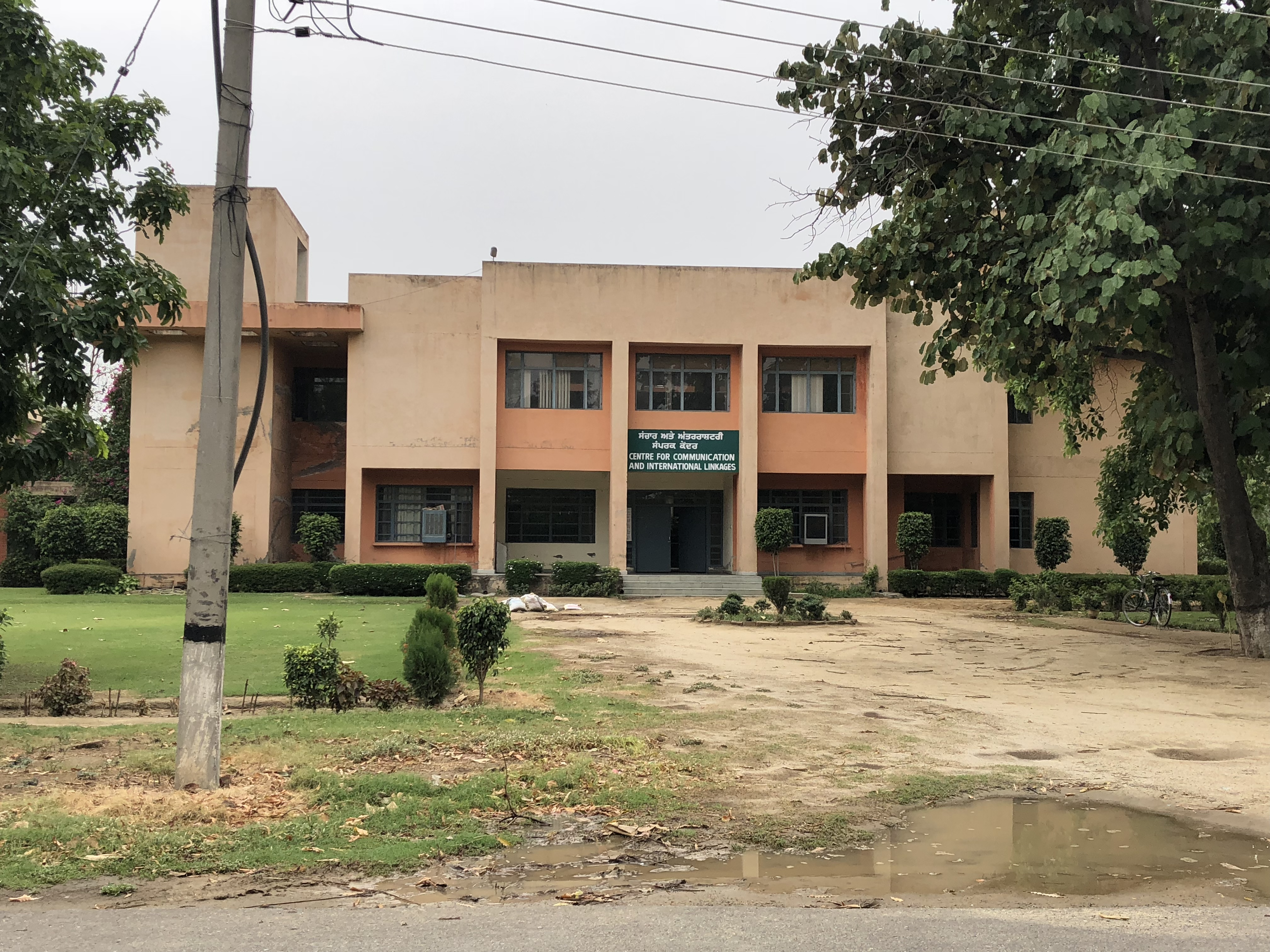
Centre pour la communication et les liens internationaux